# Oospila immaculata
Oospila immaculata là một loài bướm đêm trong họ Geometridae.